# Francisco Suárez de Ribera
Pour les articles homonymes, voir Francisco Suárez, Suárez et Ribera.
Francisco Suárez de Ribera, né en 1686, et mort en 1738, est un médecin espagnol qui se distingue par ses nombreux écrits publiés sur la médecine.

## Textes sur des sujets médicaux
Suárez de Ribera est un écrivain prolifique. Il a écrit plusieurs textes sur la pharmacopée, la pédiatrie, l'anatomie, la chirurgie et d'autres sujets liés à la médecine.
Il est l'auteur d'une version de Dioscoride et de plusieurs livres de prescriptions, commentant les propriétés, préparations et indications.
Il a écrit des textes pédiatriques, sur des sujets d'anatomie et de chirurgie, comme la Cirugía metódica, en 1722. Il était un partisan du iatromécanisme.

## Œuvres publiées

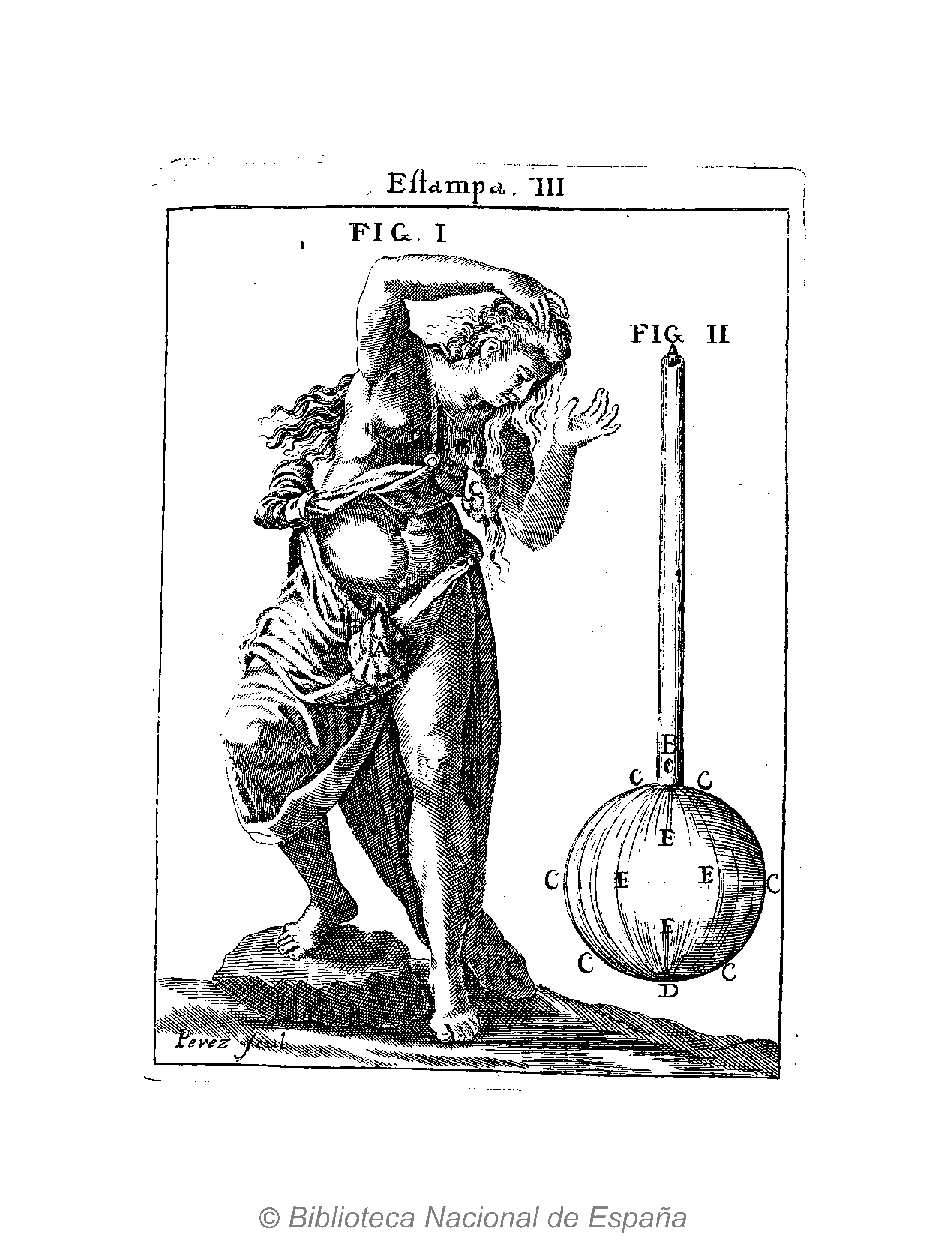
Ilustración y publicación de los diez y siete secretos del Doctor Juan Cuervo Semmedo, 1732.

Parmi ses nombreuses publications, on peut citer :
- Clavicula regulina, en 1718
- Febrilogia chyrurgica, 1720
- Cirugía natural infalible, 1721
- Resoluciones de consultas médicas, 1721
- Arcanismo anti galico o Margarita mercurial, 1721
- Cirugía methodica chymica reformada, 1722
- Escrutinio medico o medicina experimentada, 1723
- Reflexiones anticolicas; experimentos medico prácticos, chymico galenicos..., 1723
- Tesoro medico, o Observaciones medicinales reflexionadas, 1724
- Medicina ilustrada, chymica observada, ó theatros pharmacológicos, medico prácticos, chymico galénicos, entre 1724 y 1725
- Teatro de la salud, o Experimentos medicos, 1726
- Medicina cortesana satisfactoria de el Doctor Francisco Suárez de Ribera, 1726
- Medicina invencible legal, o Theatro de fiebres intermitentes complicadas, 1726
- Cirugía sagrada; methodo experimental racional que contra la pragmatica Apolinea de el Doctor Don Antonio Francisco Portichuelo y Zea, 1726
- Templador medico de la furia vulgar en defensa del Doctor Don Martín Martínez, 1726
- Templador veterinario de la furia vulgar, 1727
- Escuela médica convincente triumphante, sceptica dogmatica, hija legitima de la experiencia y razón, 1727
- Desagravio de la medicina, y fuga de las sombras, que en desdoro de tan noble Facultad, y del Doctor D. Francisco Suárez de Ribera, 1727
- Medicina elemental, experimentada y acrisolada en el theatro de la verdad desnuda, 1728
- Theatro chyrurgico anatomico del cuerpo del hombre viviente, objeto de la cirugía y medicina, 1729
- Clave medico chirurgica universal y diccionario medico, chyrurgico, anathomico, mineralogico, entre 1730 y 1731
- Febrilogia chyrurgica, añadida y corregida, 1731
- Restauración de la medicina antigua sobres sus mayores remedios, 1731
- Arcanismo anti galico o Margarita mercurial, 1731
- Quinta essentia médica theorico practica, 1732
- Ilustración, y publicación de los diez y siete secretos del Doctor Juan Cuervo Semmedo, 1732
- Remedios de deplorados, probados en la piedra lydio de la experiencia, entre 1732 y 1733
- Pedacio Dioscorides anazarbeo, annotado por el doctor Andrés Laguna ... nuevamente ilustrado, y añadido, demonstrando las figuras de plantas y animales ...,  1733
- Secretos medicos extraordinarios, descubiertos en la escuela de la experiencia, 1733
- Maravillosos inventos phisico medicos de naturaleza, y arte, 1734
- Secretos chyrurgicos extraordinarios descubiertos en la escuela de la experincia, 1734
- Observaciones de curvo compendiadas e ilustradas con admirables arcanos medicinales, 1735
- Amenidades de la magia chyrurgica, y médica natural, 1736
- Manifestación de cien secretos del Doctor Juan Curvo Semmedo experimentados, é ilustrados por el doctor Rivera, hacia 1736
- Colectanea de selectissimos secretos medicos, y chyrurgicos, 1737
- Clave botanica o Medicina botánica, nueva y novíssima, 1738
- Academia chyrurgica racional de irracionales, 1739
- Breviario medico, y chyrurgico, de nuevos, y raros secretos, entre 1739 y 1740
- Anatomía chymica inviolable y memorable, 1743
- La más antigua medicina universal, conservativa y restaurativa de la salud humana, 1748